# Vitruve

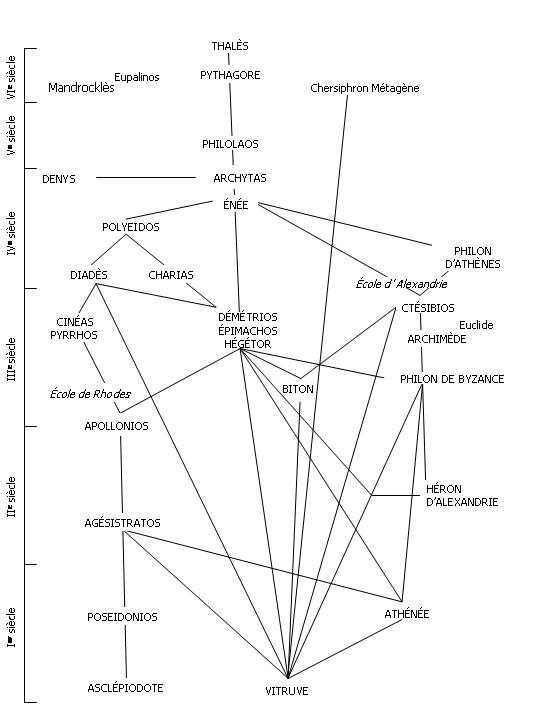
Principe de filiation entre les œuvres des ingénieurs de l'Antiquité.

Marcus Vitruvius Pollio, connu sous le nom de Vitruve, est un architecte romain qui vécut au Ier siècle av. J.-C. (on situe sa naissance aux alentours de 80 av. J.-C. et sa mort vers 15 av. J.-C.). Son prénom Marcus et son surnom (cognomen) Pollio sont eux-mêmes incertains.
C'est de son traité, De architectura, que nous vient l’essentiel des connaissances sur les techniques de construction de l'Antiquité classique.

## Biographie
Un certain Marcus Cetius Faventinus (de) parle de « Vitruvius Polio aliique auctores » dans son Abrégé d'architecture privée, qui résume à destination des propriétaires privés les indications d'architecture de Vitruve. 
Il est possible que le cognomen dérive de cette mention par Cetius et qu’il s’agisse d’une erreur d’interprétation, celle-ci signifiant « Vitruve, Polio et d’autres ». La plupart des faits connus sur sa vie sont extraits de son seul ouvrage, De architectura, qui nous est parvenu. Il semble cependant être connu de Pline l’Ancien qui l'évoque dans sa description de la construction de mosaïques dans Naturalis Historia sans toutefois le nommer explicitement. Frontin se réfère à « l’architecte Vitruve » dans son traité de la fin du Ier siècle, Sur les aqueducs.
Après avoir été soldat en Gaule, en Espagne et en Grèce, constructeur de machines de guerre, Vitruve devient  architecte à Rome. Il nous dit de lui-même qu’il n’est pas grand, et se plaint des affres de l’âge. Sa prose, à la fois technique et imagée, comporte essentiellement des phrases brèves, et son vocabulaire paraît avoir été celui des artisans.

## Vitruve architecte
Principalement connu pour ses écrits, Vitruve était lui-même architecte. Dans l’Antiquité romaine, l’architecture était entendue comme un vaste domaine qui comprenait la gestion de la construction, le génie civil, le génie chimique, la construction, le génie des matériaux, le génie mécanique, le génie militaire et la planification urbaine. Frontin mentionne Vitruve dans le cadre de la standardisation de la taille des tuyaux.
Le seul bâtiment attribué à Vitruve est une basilique achevée en 19 av. J.-C. Elle a été construite selon ses dessins et sous sa direction à Fanum Fortunae, aujourd’hui la ville moderne de Fano. La basilique de Fano a disparu totalement, si bien que son site même est encore incertain malgré plusieurs tentatives de localisation. La transformation observée à l'époque chrétienne de basiliques civiles romaines en églises à plan basilical, suggère que la basilique antique a pu être intégrée à l’actuelle cathédrale de Fano.

## De architectura

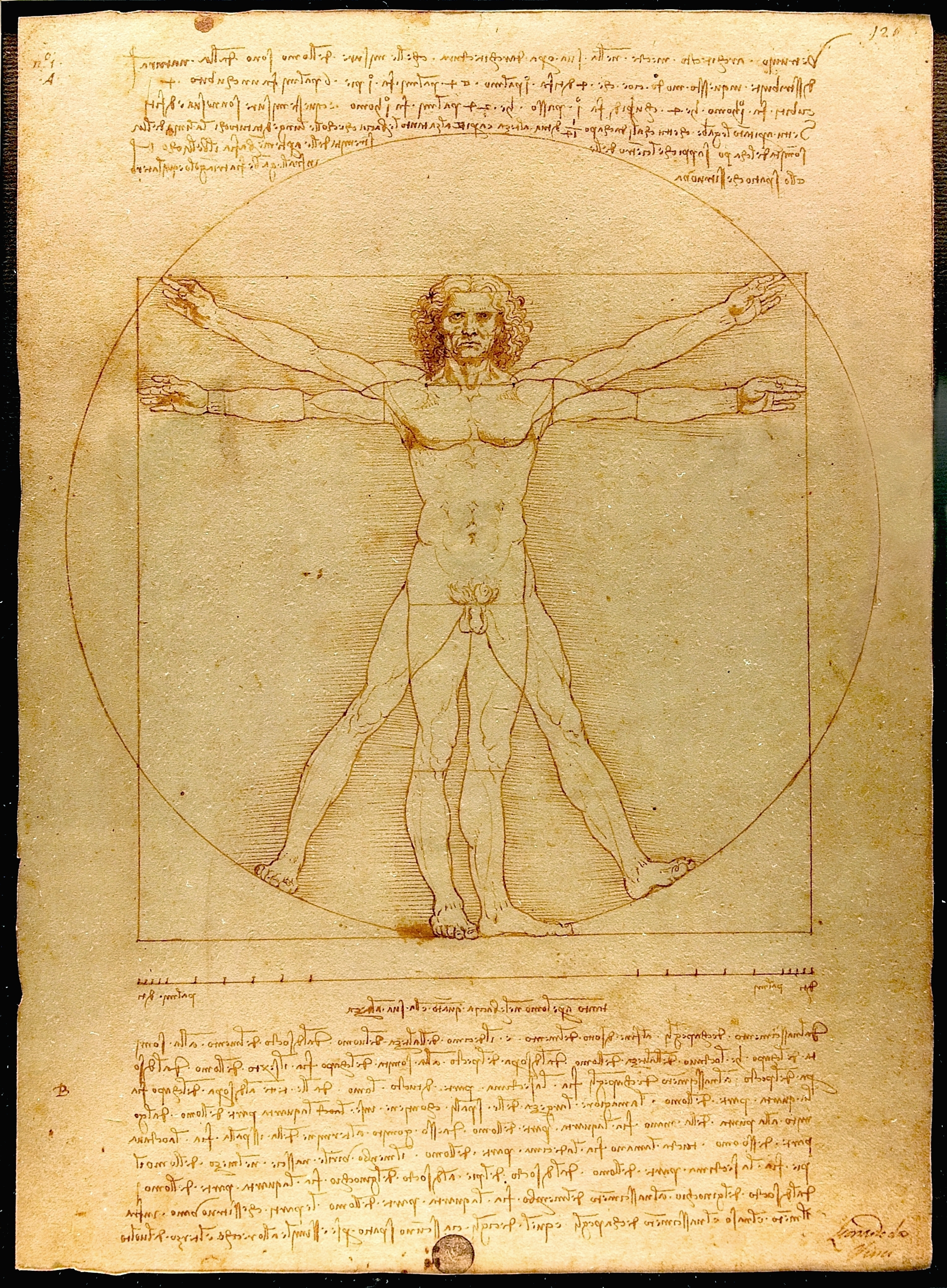
L’homme vitruvien de Léonard de Vinci.

Vitruve est le premier architecte romain dont les écrits nous soient parvenus. Il est l’auteur d’un célèbre traité en dix livres nommé De architectura (en français, « au sujet de l’architecture ») qu’il dédie à Octavien, avant qu'il ne devienne l’empereur Auguste en 27 av. J.-C., ce qui situe une possible rédaction entre 35 av. J.-C. et 25 av. J.-C.. Dans la préface du livre i, Vitruve donne comme but à ses écrits d’exposer sa connaissance personnelle de la qualité des bâtiments à l'empereur, pour aider à la campagne de réparations et d’améliorations des bâtiments publics à Rome menée sous Marcus Agrippa, et dans les villes de l'Empire. De architectura est le seul livre majeur qui nous reste sur l’architecture de l’Antiquité classique.
Vitruve cite une multitude de travaux qui lui sont antérieurs, moins complets que les siens. Il est moins un penseur original qu’un codificateur de la pratique architecturale de son époque. Les architectes romains pratiquaient une grande variété de disciplines ; en termes modernes, ils pourraient être décrits comme étant des ingénieurs, architectes, architectes-paysagistes, artistes et artisans. Le premier des dix livres traite de nombreux sujets qui se situent dans le champ que l’on définit de nos jours par le paysage.
Vitruve est célèbre pour avoir fait valoir dans son De architectura qu’une structure devait présenter les trois qualités de firmitas, utilitas, venustas — autrement dit « solidité, utilité et beauté ».
Vitruve recense six principes théoriques qui régissent l’architecture : l’ordonnance (lat. ordo), la disposition (lat. dispositio, symétrie), l’eurythmie (lat. eurythmia) la symétrie (lat. symetria), la convenance (ou harmonie, lat. decor) génératrice de beauté et la distribution (ou économie, lat. distributio). L'ordonnance est la recherche de l'équilibre unitaire des parties de l'ouvrage grâce à la commensurabilité de éléments de ces parties et de ces parties avec le tout, la disposition implique sa pertinence fonctionnelle et esthétique, la distribution concerne l'économie générale du projet architectural.
Selon Vitruve, l’architecture est une imitation de la nature. C’est ce que l’on appellera par la suite la conception classique de l’architecture. Ceci conduit Vitruve à chiffrer les proportions du corps humain telles que la Nature l'a composé entre certaines parties du corps (visage, tête, poitrine, main, pied, avant-bras) et entre les traits du visage, ce que la tradition a appelé l’homme de Vitruve, qui sera ultérieurement réactualisé avec Léonard de Vinci et son célèbre dessin : le corps humain inscrit dans le cercle et le carré (tracé géométrique des caractéristiques fondamentales de l’ordre cosmique). Vitruve ne fait pas référence explicitement dans son énumération des proportions au Canon du sculpteur grec Polyclète, livre perdu, mais il y fait allusion et le cite plus loin,.

## Postérité
Le  De Architectura « a profondément influencé, dès la Renaissance, des artistes, des penseurs et des architectes, parmi lesquels Leon Battista Alberti (1404-72), Léonard de Vinci (1452-1519), et Michel-Ange (1475-1564) » selon Petri Liukkonen (2008). Excepté le De architectura, le livre majeur le plus ancien sur l’architecture dont nous disposons est la reformulation par Alberti des Dix Livres en 1452. Il a été édité à Toulouse en 1558 par Guyon Boudeville.

## L’apport de Vitruve dans notre connaissance de la technologie de l’Empire romain

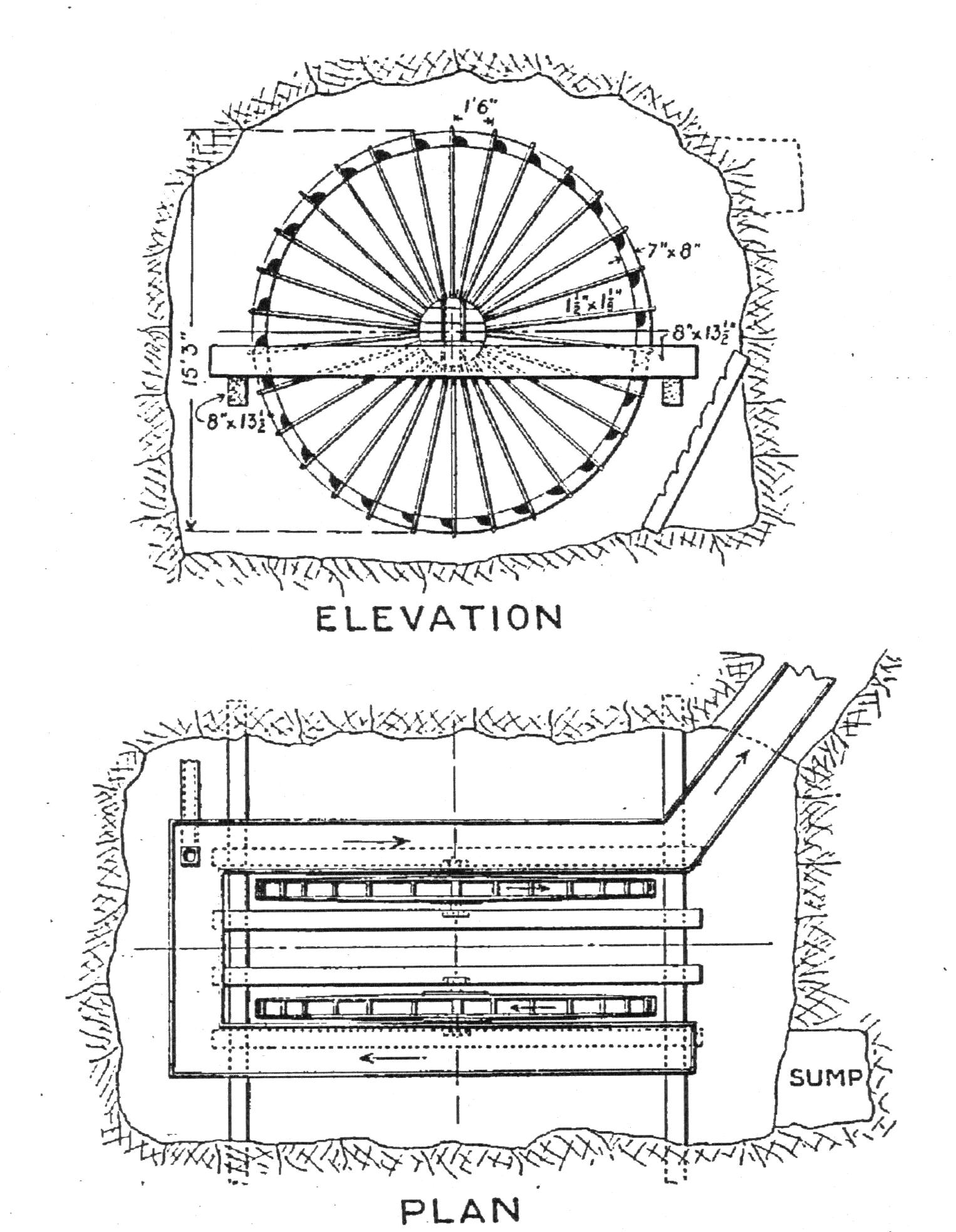
Dispositif de drainage par roue à aubes dans les mines de Rio Tinto.

Les livres II (matériaux de construction), V (bâtiments publics, construction des ports), VIII (topographie, hydrologie, géologie, pollution des mines sur l'environnement humain, aqueducs),IX (mesures du temps, cadrans solaires, astronomie) et X (machines, mécanique) du De architectura forment la base d'une grande partie de ce que nous savons sur la technologie romaine. Cette connaissance est aujourd'hui complétée par l'étude archéologique des vestiges qui subsistent, tels que les moulins à eau de Barbegal en France.

### Machines
Le travail de Vitruve tire une grande partie de son importance de la description des différentes machines utilisées pour des ouvrages d'art (palans, grues et poulies en particulier) ainsi que des machines de guerre (catapultes, balistes, machines de siège). En tant qu’ingénieur en exercice, Vitruve parle de son expérience personnelle et ne fait pas que rapporter ou commenter le travail de ses prédécesseurs. Il décrit également la construction de cadrans solaires et d’horloges à eau, ainsi que l'utilisation d'un Éolipyle (la première machine à vapeur) dans une expérience visant à démontrer la nature des mouvements de l'air atmosphérique (vent).

### Aqueducs
Sa description de la construction d'aqueduc comprend la façon dont ils sont suivis et entretenus, ainsi que le choix attentif des matériaux nécessaires. Frontin, un siècle plus tard, donne beaucoup plus de détails sur les problèmes pratiques liés à leur construction et leur entretien.
Le travail de Vitruve date du Ier siècle av. J.-C., soit la période au cours de laquelle un grand nombre des plus grands aqueducs romains ont été construits (et survivent jusqu'à ce jour) tels que l’aqueduc de Ségovie et le pont du Gard.
L'utilisation du siphon inversé est décrite en détail, ainsi que les problèmes posés par les hautes pressions développées dans le tuyau à la base du siphon, problème pratique que Vitruve semble bien connaître.
De architectura était semble-t-il déjà considéré comme un ouvrage de référence par Frontin, un général nommé à la fin du Ier siècle apr. J.-C. pour administrer les aqueducs de Rome.
Il est à l’origine de la découverte de la différence entre l'apport et la fourniture d'eau causée par des conduites illégales insérées dans les canaux pour détourner l'eau.

### Matériaux
Vitruve a décrit de nombreux matériaux de construction utilisés pour une grande variété de structures différentes. Il a également fourni une description détaillée de la peinture sur stuc. Il s’est particulièrement intéressé au béton et à la chaux auxquels il consacre de larges passages de son œuvre. Il explique en particulier l'intérêt de la pouzzolane pour le béton hydraulique qui durcit sous l'eau. La longévité de beaucoup de bâtiments de l’époque romaine est encore aujourd’hui le témoin de la maîtrise avancée par des Romains des matériaux de construction et leur utilisation.
Vitruve est bien connu et souvent cité comme l'une des premières sources à avoir indiqué que le plomb ne devrait pas être utilisé pour transporter l'eau potable. Il s’est fait l’avocat des tuyaux en terre et des canaux en maçonnerie. Il en arrive à cette conclusion dans le livre viii du De architectura après observation empirique d’ouvriers malades dans les fonderies de plomb. Vitruve nous rapporte l'épisode de la pesée de la couronne du roi Hiéron II par Archimède. Archimède se rendit compte que le volume de la couronne pouvait être mesuré exactement par le déplacement créé dans un bain d'eau. Cette découverte lui permit de comparer la densité de la couronne avec celle de l’or pur, et ainsi de montrer que la couronne était composée d’un alliage d’or et d’argent.

### Machines de drainage et d'irrigation

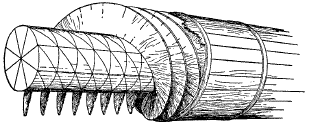
Schéma d'une vis d'Archimède, reconstitué par Morgan (1914) d’après un passage du De architectura.

Vitruve a décrit la construction d'une vis d’Archimède au chapitre X du De architectura. Il n’y mentionne cependant pas le nom d’Archimède.
Il s’agissait à l’époque d’un dispositif déjà largement utilisé pour élever l’eau afin d'irriguer les champs et pour drainer les mines. Parmi les autres machines de levage qu’il décrit, on trouve notamment une chaîne sans fin de seaux et une roue à aubes.
Des vestiges de roues à aubes ont été découverts dans les mines antiques, comme celle du rio Tinto en Espagne et Dolaucothi dans l’ouest du pays de Galles. Celles-ci sont exposées au British Museum, et au Musée national du pays de Galles. Les restes ont été découverts à l’occasion de la réouverture de ces mines dans le cadre de tentatives d’exploitation minière moderne.

### Instruments d'arpentage
Vitruve démontre sa maîtrise de l’arpentage dans ses descriptions des instruments d’arpentage, en particulier le niveau à eau ou chorobate, qu’il préfère à la groma, un dispositif utilisant un fil à plomb. Ces instruments sont essentiels dans toutes les opérations de construction, et tout particulièrement dans la construction d’aqueducs, où s’assurer de l’uniformité de la pente était crucial afin de préserver un approvisionnement régulier en eau sans endommager les parois du canal. Il a également développé l'un des tout premiers odomètres, constitué d'une roue de circonférence connue qui laisse tomber un caillou dans un récipient à chaque rotation.

### Chauffage central

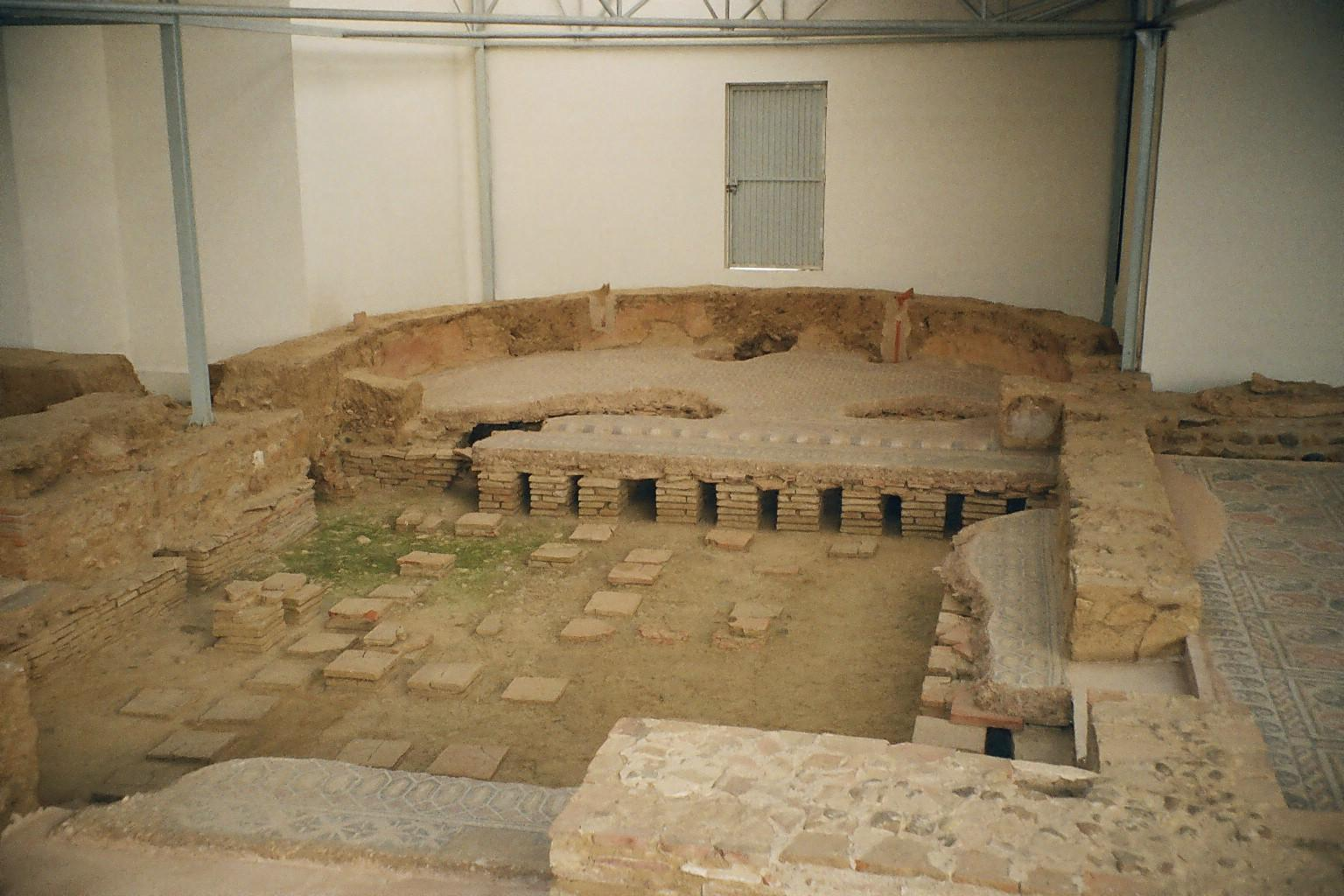
Ruines de l’hypocauste sous le plancher d’une villa romaine. La partie sous l’exèdre est recouverte.

Vitruve a décrit les nombreuses innovations intervenues dans la conception des bâtiments pour améliorer les conditions de vie des habitants. La plus importante de ces innovations est le développement de l’hypocauste, un type de chauffage central où l’air chaud généré par un feu de bois est canalisé sous le plancher et à l’intérieur des murs des bains publics et des villas.
Il donne des instructions explicites sur la façon de concevoir de tels bâtiments afin d’en optimiser l’efficacité énergétique (par exemple, il conseille de placer le caldarium à côté du tepidarium suivi du frigidarium afin de limiter les déperditions énergétiques). Il conseille également d’utiliser une sorte de régulateur pour contrôler la chaleur dans les pièces chaudes. Il s’agit d'un disque en bronze, installé dans une ouverture circulaire pratiquée dans le toit, et qui pourrait être relevé ou abaissé par une poulie pour ajuster la ventilation. Bien qu’il ne les propose pas lui-même, il est probable que ses dispositifs de roues à aubes aient été utilisés dans les bains les plus vastes pour soulever l'eau dans la partie supérieure des thermes, comme dans les thermes de Dioclétien et les thermes de Caracalla.

### Travaux maritimes
Vitruve décrit trois méthodes de construction des brise-lames, des jetées et quais :
- En eau protégée et si un mortier de pouzzolane est disponible en abondance, un coffrage constitué de palplanches en bois agencées à la façon d’une « berlinoise » ou de pieux juxtaposés sera fiché dans le fond marin, puis l’espace intérieur sera rempli de béton hydraulique coulé in-situ, après décapage éventuel du fond afin d'assurer une bonne fondation.
- En eau plus agitée ou si la pouzzolane n’est pas disponible, le coffrage sera remplacé par un batardeau plus solide, puis l’espace intérieur sera asséché afin de construire la jetée à sec (puisque l’absence de pouzzolane empêche la préparation d’un béton hydraulique qui durcit sous l’eau).
- Si la mer est soumise aux marées (ce qui n’était pas souvent le cas pour les romains), la structure sera construite depuis la côte vers le large sur un massif sableux qu’on laissera ensuite s’éroder sous l’action des vagues de façon que la structure s’affaisse progressivement sur le fond marin.

Son texte a fait l’objet de diverses analyses par des ingénieurs maritimes modernes, dont le professeur italien de génie maritime Leopoldo Franco.